# Apeldoorn
Apeldoorn este o „comună” (municipalitate) și un oraș în provincia Gelderland, Olandei, la aproximativ 100 de km sud-est de Amsterdam, în centrul Olandei. Este un centru regional important, orașul având 136.208 de locuitori (ianuarie 2008) iar întreaga comună are peste 155000 de locuitori. Jumătatea de vest a comunei este situată pe colina Veluwe, iar cea de est se întinde în valea râului IJssel.

## Localități componente
Apeldoorn, Beekbergen, Loenen, Uddel, Hoenderloo, Lieren, Klarenbeek, Hoog Soeren, Wenum, Wiesel, Beemte.

## Personalități născute aici
- Peter Bosz (n. 1963), fotbalist, antrenor.